# 孙和荣
孙和荣（1957年7月—），山东广饶人，中国人民解放军空军中将。

## 生平
孙和荣是中国共产党党员，中国人民解放军空军工程大学管理科学与工程专业毕业。历任沈阳军区空军副参谋长、南京军区空军副参谋长、济南军区空军参谋长。2011年任济南军区空军副司令员，2012年升任济南军区空军司令员。2016年2月，任新成立的东部战区副司令员。
2014年晋升中国人民解放军中将。
他是第十二届全国人民代表大会解放军代表。